# Kildebrønde (Greve Kommune)
 For alternative betydninger, se Kildebrønde. (Se også artikler, som begynder med Kildebrønde)
Kildebrønde (tidligere Gildebrønde) er en landsby på Østsjælland med 391 indbyggere  (2024). Kildebrønde er beliggende nær Køge Bugt to kilometer nordøst for Greve Landsby, seks kilometer nord for Greve Strand og fem kilometer syd for Taastrup. Landsbyen tilhører Greve Kommune og er beliggende i Region Sjælland.
Den ligger i Hundige-Kildebrønde Sogn og Kildebrønde Kirke er beliggende i den østlige del af landsbyen.
Siden 2006 har rengøringfirmaet Combi Service haft hovedsæde i byen.